# Podregion Porvoo
Podregion Porvoo (fiń. Porvoon seutukunta) – podregion w Finlandii, w regionie Uusimaa.
W skład podregionu wchodzą gminy:
- Askola,
- Myrskylä,
- Porvoo,
- Pukkila.